# Silentium
Silentium je mlčení či také mlčenlivost zachovávána v určitých církevních řádech nebo prostorách kláštera nebo v určitých časech k mlčení stanovených.
Umožňuje řeholníkům v poklidu studovat, být s Bohem, naslouchat mu a rozmlouvat s ním.
Pojem silentium (či studijní klid) je používán i na katolických církevních školách pro označení času, o kterém musí být studenti bydlící na internátu na pokojích a věnovat se studiu. Např. na internátu Arcibiskupského gymnázia v Kroměříži trvalo silentium v roce 1997 od 19:00 do 21:00.